# Riga International 2014
Die Riga International 2014 im Badminton fanden vom 1. bis zum 4. Mai 2014 in Riga statt.

## Sieger und Platzierte
| Disziplin    | Gold                              | Silber                              | Bronze                                         |
| ------------ | --------------------------------- | ----------------------------------- | ---------------------------------------------- |
| Herreneinzel | Raul Must                         | Marius Myhre                        | Kasper Lehikoinen                              |
| Herreneinzel | Raul Must                         | Marius Myhre                        | Felix Burestedt                                |
| Dameneinzel  | Matilda Petersen                  | Anna Narel                          | Kristin Kuuba                                  |
| Dameneinzel  | Matilda Petersen                  | Anna Narel                          | Laura Vana                                     |
| Herrendoppel | Kasper Lehikoinen Marko Pyykonen  | Mateusz Dubowski Jacek Kołumbajew   | Mikkel Kaersgaard Henriksen Søren Toft Hansen  |
| Herrendoppel | Kasper Lehikoinen Marko Pyykonen  | Mateusz Dubowski Jacek Kołumbajew   | Petri Hautala Arttu Mähönen                    |
| Damendoppel  | Emilie Juul Møller Cecilie Sentow | Kati-Kreet Marran Sale-Liis Teesalu | Cathrine Fossmo Anne Klyve                     |
| Damendoppel  | Emilie Juul Møller Cecilie Sentow | Kati-Kreet Marran Sale-Liis Teesalu | Ieva Pope Kristīne Šefere                      |
| Mixed        | Kristjan Kaljurand Laura Tomband  | Nick Marcoen Flore Vandenhoucke     | Mikkel Kaersgaard Henriksen Emilie Juul Møller |
| Mixed        | Kristjan Kaljurand Laura Tomband  | Nick Marcoen Flore Vandenhoucke     | Floris Oleffe Presence Beelen                  |